# Batalion KOP „Ludwikowo”

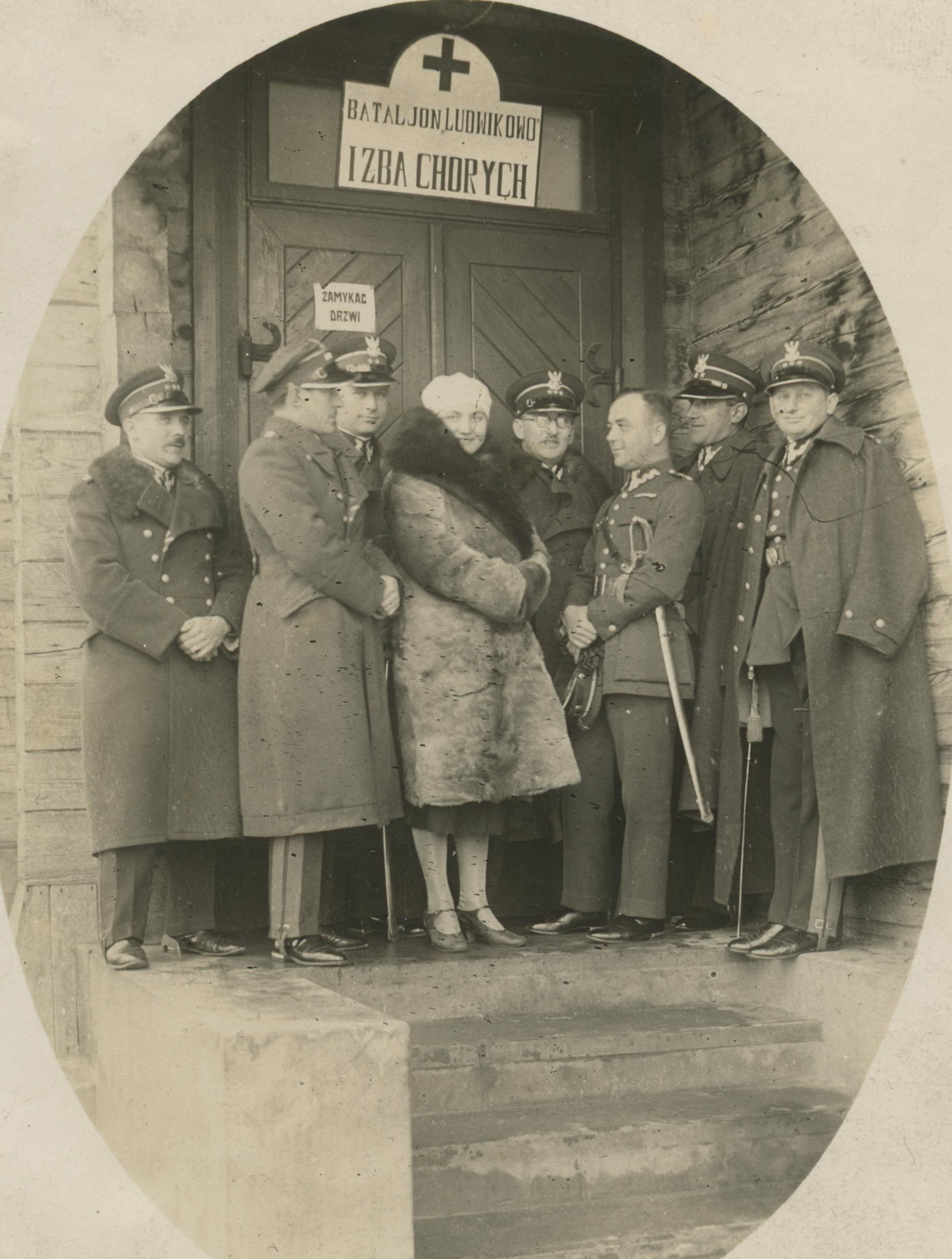
Oficerowie baonu KOP „Ludwikowo” przed izbą chorych - pierwszy z prawej stoi kpt. Jan Fleischmann.

Batalion KOP „Ludwikowo” – pododdział piechoty Korpusu Ochrony Pogranicza.

## Formowanie i zmiany organizacyjne
Na posiedzeniu Politycznego Komitetu Rady Ministrów, w dniach 21-22 sierpnia 1924, zapadła decyzja powołania Korpusu Wojskowej Straży Granicznej. 12 września 1924 Ministerstwo Spraw Wojskowych wydało rozkaz wykonawczy w sprawie utworzenia Korpusu Ochrony Pogranicza, a 17 września instrukcję określającą jego strukturę. W drugim etapie organizacji KOP, w terminie do 1 marca 1925, sformowano 5 Brygadę Ochrony Pogranicza, a w jej składzie 15 batalion graniczny „Ludwikowo”. Podstawą formowania był rozkaz Ministra Spraw Wojskowych nr 1600/tjn./O.de B/25. Gotowość do obsadzenia granicy i rozwinięcia ugrupowania ustalono na dzień 12 marca 1925. Jednostką formującą był 78 pułk piechoty . Dowództwo batalionu zostało rozmieszczone w Ludwikowie. Długość ochranianego przez batalion odcinka granicy wynosiła 80 kilometrów, przeciętna długość pododcinka kompanijnego to 26 kilometrów, a strażnicy 7 kilometrów. Odległość dowództwa batalionu od dowództwa brygady wynosiła 55 kilometrów.
Z dniem 20 października 1924 major Adam Wilczyński został przeniesiony z 14 pułku piechoty we Włocławku do Korpusu Ochrony Pogranicza na stanowisko dowódcy batalionu granicznego.
W 1926 zorganizowano na szczeblu brygady szkołę podoficerską dla niezawodowych podoficerów piechoty. Szkoła 5 Brygady OP stacjonowała w Ludwikowie przy 15 batalionie granicznym.
Latem 1928 zlikwidowana została szkoła podoficerska. W jej miejsce, oraz w miejsce identycznych szkół funkcjonujących w pozostałych brygadach, w twierdzy Osowiec utworzony został batalion szkolny KOP.
13 listopada 1928 odbyło się uroczyste poświęcenie i oddanie do użytku koszar i budynków gospodarczych odwodu i dowództwa kompanii „Wielki Rożyn”, w gminie Czuczewicze. Koszary odwodu i budynki gospodarcze zostały wzniesione siłami własnymi batalionu. Kierownictwo budowy spoczywało w rękach dowódcy batalionu. Jednocześnie zmieniono nazwę miejsca odwodu z „Wielki Rożyn” na „Wysiłek”.
W lipcu 1929 przyjęto zasadę, że bataliony przyjmą nazwę miejscowości będącej miejscem ich stacjonowania. Obok nazwy geograficznej, do 1931 stosowano również numer batalionu. W tym czasie batalion na uzbrojeniu posiadał 742 karabiny Berthier wz.1916, 50 ręcznych karabinów maszynowych Chauchat wz. 1915 i 4 ciężkie karabiny maszynowe wz.1914.
W wyniku reorganizacji batalionu w 1931, w miejsce istniejących plutonów karabinów maszynowych, utworzono kompanię karabinów maszynowych. Rozwinięto też kadry kompanii szkolnej do pełnoetatowej kompanii odwodowej. Po przeprowadzonej reorganizacji „R.2” batalion składał się z dowództwa batalionu, plutonu łączności, kompanii karabinów maszynowych, kompanii odwodowej i trzech kompanii granicznych.
W listopadzie 1936 batalion etatowo liczył 20 oficerów, 64 podoficerów, 24 nadterminowych i 585 żołnierzy służby zasadniczej
Rozkazem dowódcy KOP z 23 lutego 1937 została zapoczątkowana pierwsza faza reorganizacji Korpusu Ochrony Pogranicza „R.3”. Batalion otrzymał nowy etat. Był jednostką administracyjną dla szwadronu kawalerii KOP „Hancewicze” i posterunku żandarmerii KOP „Ludwikowo”. W wyniku realizacji drugiej fazy reorganizacji KOP latem 1937 została zlikwidowana 1 kompania graniczna „Rachowicze”. Przesunięto też strażnicę „Jaśkowicze” dotychczasowej 1 kompanii granicznej „Rachowicze” batalionu „Ludwikowo” do 2 kompanii granicznej „Grabów” batalionu KOP „Sienkiewicze”. Dowództwo 2 kompanii granicznej „Woronino” baonu „Kleck” rozmieszczono w koszarach w Chomince wspólnie z dowództwem 1 kompanii granicznej „Chominka” baonu „Ludwikowo”. Pluton odwodowy 2 kompanii granicznej „Wysiłek” nakazano rozmieścić w koszarach odwodu batalionu albo w koszarach zlikwidowanej 1 kompanii granicznej „Rachowicze”. Obsada strażnicy „Fut. Rachowicze” 3 kompanii granicznej „Hawrylczyce” rozmieszczono w koszarach zlikwidowanej 1 kompanii granicznej „Rachowicze” i jako strażnica „Rachowicze” nadal wykonywała te same zadania. W wyniku realizacji drugiej fazy reorganizacji KOP, latem 1937, budynki likwidowanej strażnicy „Futor Tejca” nakazano rozebrać. Odnośnie do ewentualnego przeniesienia strażnicy „Dobre” na teren zlikwidowanej strażnicy „Wiejno” dowódca brygady miał wnioskowac do dowódcy KOP.
Z dniem 15 maja 1939 batalion stał się oddziałem gospodarczym. Stanowisko kwatermistrza batalionu przemianowane zostało na stanowisko zastępcy dowódcy batalionu do spraw gospodarczych, płatnika na stanowisko oficera gospodarczego, zastępcy oficera materiałowego dla spraw uzbrojenia na zbrojmistrza, zastępcy oficera materiałowego dla spraw żywnościowych na oficera żywnościowego.
14 sierpnia 1939 Stanisław Sławiński „przedłożył końcowe dokumenty rozliczeniowe z budowy koszar dla kompanii granicznej «Przewłoka» i kościoła garnizonowego w Ludwikowie”.
W 1939 zmobilizowany batalion został włączony w struktury rezerwowej 38 Dywizji Piechoty jako III batalion 96 pułku piechoty, dzieląc losy innych jednostek armii Karpaty.
Po odejściu batalionu przeznaczonego dla 38 Dywizji Piechoty garnizon jednostki w Ludwikowie wyposażył i doprowadził do stanu etatowego (poprzez wcielenie nowych rekrutów i rezerwistów) jednostkę na nowo od podstaw. Batalion wszedł w skład Brygady KOP „Polesie”. Po odtworzeniu ochraniał granicę z ZSRR o długości 75,924 km. Od 17 września 1939 brał udział w obronie ówczesnej wschodniej granicy państwa przed sowieckim agresorem.

## Służba graniczna

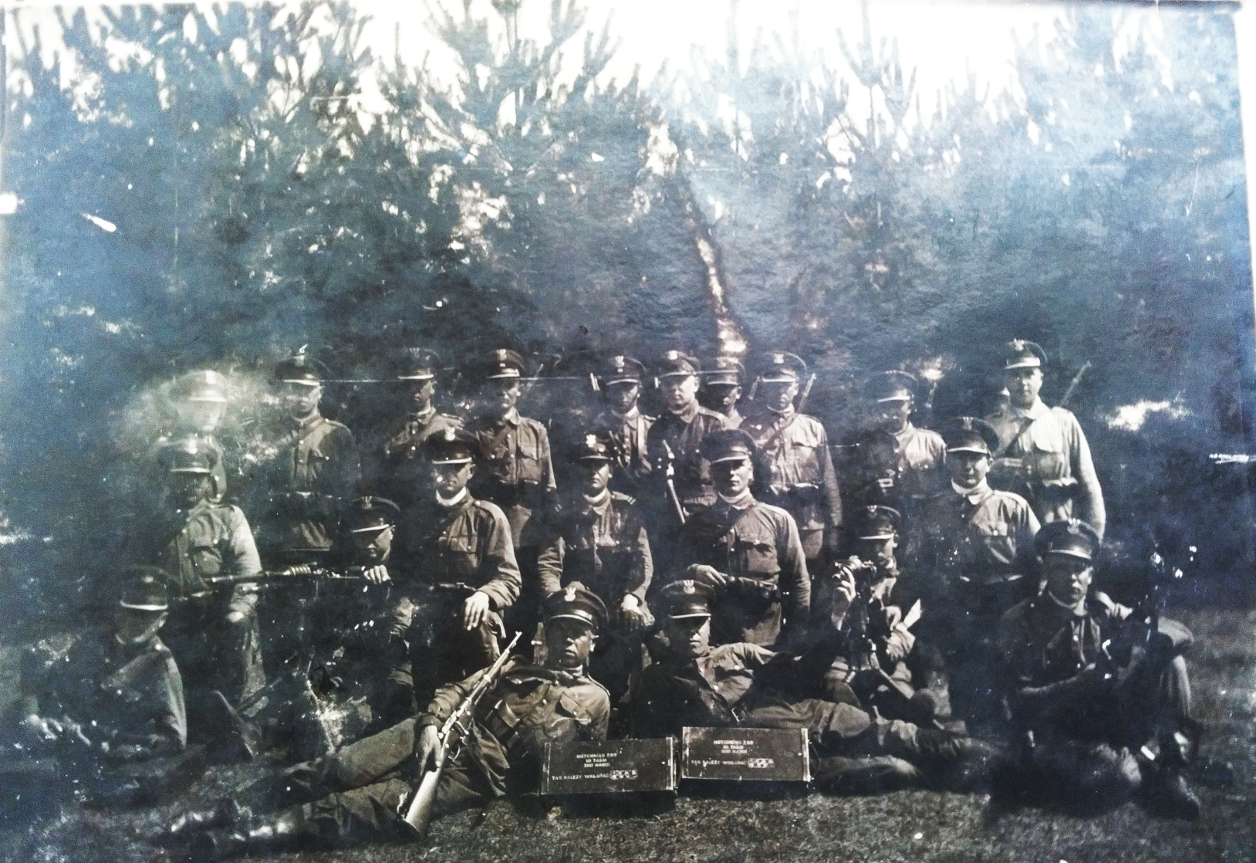
Żołnierze batalionu KOP „Ludwikowo”

Batalion graniczny był podstawową jednostką taktyczną Korpusu Ochrony Pogranicza przeznaczoną do pełnienia służby ochronnej na powierzonym mu odcinku granicy polsko-radzieckiej, wydzielonym z pasa ochronnego brygady. Odcinek batalionu dzielił się na pododcinki kompanii, a te z kolei na pododcinki strażnic, które były „zasadniczymi jednostkami pełniącymi służbę ochronną”, w sile półplutonu. Służba ochronna pełniona była systemem zmiennym, polegającym na stałym patrolowaniu strefy nadgranicznej i tyłowej, wystawianiu posterunków alarmowych, obserwacyjnych i kontrolnych stałych, patrolowaniu i organizowaniu zasadzek w miejscach rozpoznanych jako niebezpieczne, kontrolowaniu dokumentów i zatrzymywaniu osób podejrzanych, a także utrzymywaniu ścisłej łączności między oddziałami i władzami administracyjnymi. Batalion graniczny KOP „Ludwikowo” w 1934 ochraniał odcinek granicy państwowej szerokości 76 kilometrów 250 metrów
W 1937 ustalono dla batalionu następujący podział ochranianego odcinka granicy państwowej:
- granica północna: odcinek strażnicy „Morocz” 1 kompanii granicznej „Chominka” baonu „Ludwikowo” [wł.]
- granica południowa: odcinek strażnicy „Rachowicze” 3 kompanii granicznej „Hawrylczyce” [wł.]

Po odtworzeniu w 1939, batalion ochraniał granicę długości 75 kilometrów 924 metrów.
Bataliony sąsiednie
- 8 batalion KOP „Kleck” ⇔ 16 batalion KOP „Sienkiewicze”

## Walki batalionu
Walki o strażnice:

Strzegący granicy batalion graniczny kpt. Szumlińskiego 17 września 1939 o 6:00 rozpoczął walki z atakującymi strażnice pododdziałami 17 Oddziału Wojsk Pogranicznych NKWD.
Zaatakowane strażnice 1 kompanii „Chominka” nie dały się zaskoczyć i stawiły krótkotrwały opór. Również 2 kompania „Wysiłek” stosunkowo szybko uległa przeważającym siłom nieprzyjaciela. Na kierunku 3 kompanii zniszczono strażnicę „Dobre”. Losy pozostałych strażnic kompanii są nieznane.
Dowódca batalionu postanowił wycofać swoje pododdziały za Łań i tam zorganizować obronę. Ewakuowano z Ludwikowa rodziny i część zapasów. O 21:30 z Ludwikowa do Czuczewicz wymaszerował odwód batalionu. Tam też miała odbyć się koncentracja całego batalionu. W trakcie marszu nowy rozkaz nakazał pododdziałom maszerować do Łunińca.
W walkach odwrotowych z Armią Czerwoną:

Na wiadomość o wkroczeniu Armii Czerwonej, dowódca KOP gen. bryg. Wilhelm Orlik-Rückemann wydał 17 września w Dawidgródku rozkaz stawienia oporu i jednoczesnej koncentracji batalionów na zapleczu fortyfikacji na rzece Słucz, w rejonie Moroczna, Lubieszowa i Siedliszcza. Koncentracja miała być realizowana pod osłoną fortyfikacji obsadzonych przez pułk KOP „Sarny”.
Wycofujące się połączone baony KOP „Kleck” i „Ludwikowo” w nocy z 19 na 20 września przekroczyły rzekę Prypeć. Rano 20 września zostały zaatakowane przez pododdziały 205 pułku strzeleckiego 52 DS pod Osową. Z pomocą zaatakowanym baonom przyszedł baon KOP „Sienkiewicze”, który właśnie przeszedł mostem kolejowym na Pinie. Baon ten, współdziałając z baonem „Kleck”, odrzucił w zaciętej walce atakujące pododdziały radzieckie w kierunku na Duboj, otwierając sobie drogę dalszego marszu. Dowodzone przez ppłk. Jurę baony „Kleck” i „Ludwikowo”, wieczorem 20 września, paląc po drodze most na Stuble pod Wiczówką, osiągnęły rejon Sernik. Następnie wyruszyły w dalszy marsz osiągając 21 września rejon Mutwicy, a 22 września miejscowość Chrapin. Obydwa baony liczyły łącznie około pięciu kompanii.
Ostatecznie w rejonie Kuchecka Wola-Kuchcze-Chrapin-Moroczno zebrało się około 8700 żołnierzy, w tym blisko 300 oficerów. Na podstawie rozkazu gen. bryg. Orlika-Rückemanna powstało tu improwizowane Zgrupowanie KOP. Batalion wszedł w jego skład.

## Struktura organizacyjna
Kompanie graniczne w 1930:
- 2 kompania graniczna KOP „Wysiłek”
- 3 kompania graniczna KOP „Pieszczanka”
- 1 kompania graniczna KOP „Rachowicze”

Organizacja batalionu w 1934:
- dowództwo batalionu
- pluton łączności
- kompania odwodowa
- kompania karabinów maszynowych
- 1 kompania graniczna KOP „Rachowicze”
- 2 kompania graniczna KOP „Wysiłek”
- 3 kompania graniczna KOP „Hawrylczyce”

| Struktura organizacyjna w 1937 Dowództwo batalion KOP „Ludwikowo” - 1 kompania graniczna KOP „Wysiłek” - strażnica KOP „Kołki” - strażnica KOP „Belina” - strażnica KOP „Różan” - strażnica KOP „Wowna” - strażnica KOP „Borowa” (gmina Czuczewicze) - 2 kompania KOP „Hawrylczyce” (gmina Czuczewicze) - strażnica KOP „Piaszczanka” (gmina Czuczewicze) - strażnica KOP „Miesin” (gmina Czuczewicze) - strażnica KOP „Wejno” - strażnica KOP „Dobre” - 3 kompania graniczna KOP „Rachowicze” - strażnica KOP „Zagórze” - strażnica KOP „Wielki Las” (gmina Lenin) - strażnica KOP „Jaśkowicze” (gmina Lenin) | Odtworzona struktura organizacyjna w 1939 - dowództwo batalionu - kompania odwodowa - kompania ckm - pluton łączności - 1 kompania graniczna KOP „Chominka” - 2 kompania graniczna KOP „Przewłoka” - 3 kompania graniczna KOP „Hawrylczyce” |

## Żołnierze batalionu
Dowódcy batalionu
- mjr Adam Wilczyński (1925 – XII 1926[42])[43]
- mjr piech. Stanisław III Stankiewicz (21 III 1932 – 10 VI 1933)
- mjr Adam Laszuk (XI 1934[44] – XI 1935)
- mjr Ludwik Nowakowski (I 1936 – 24 X 1938)[44]
- mjr Antoni Małek (25 X 1938[45] – 1939)[44]
- kpt. adm. (piech.) Andrzej Bronisław Szumliński (1939)[27]

Oficerowie batalionu
- Ignacy Kwarta – lekarz
- Władysław Woliński – lekarz batalionu

Obsada personalna batalionu w marcu 1939
- dowódca batalionu – mjr piech. Antoni Małek[f]
- zastępca dowódcy – mjr piech. Karol Piłat[g]
- adiutant batalionu – kpt. piech. Franciszek Michalik[h]
- kwatermistrz – kpt. adm. (piech.) Andrzej Bronisław Szumliński
- oficer materiałowy – kpt. piech. Walenty I Nowak
- lekarz medycyny – kpt. lek. Jerzy Wołyncewicz
- oficer płatnik – kpt. int. Tytus Maria Sawicki
- dowódca plutonu łączności – por. piech. Paweł Gud[i]
- dowódca 1 kompanii granicznej – por. piech. Lucjan Woronowicz[j]
- dowódca plutonu – por. piech. Tadeusz Franciszek Zieliński
- dowódca 2 kompanii granicznej – kpt. piech. Walerian Aleksander Iwanowski[k]
- dowódca plutonu – por. piech. Lucjan Giżyński
- dowódca 3 kompanii granicznej – mjr piech. Czesław Kaptur[l]
- dowódca plutonu – por. piech. Zygmunt Pytlewski
- dowódca kompanii odwodowej – kpt. piech. Tadeusz Wojtaniec[m]
- dowódca plutonu – por. piech. Czesław Dłuski
- dowódca kompanii karabinów maszynowych – kpt. piech. Stanisław Ryniejski[n]
- dowódca plutonu – por. piech. Mieczysław Bobowski
- dowódca plutonu – por. piech. Stanisław Szydziak

### Żołnierze batalionu – ofiary zbrodni katyńskiej
Biogramy zamordowanych znajdują się na stronie internetowej Muzeum Katyńskiego
| Nazwisko i imię      | stopień              | zawód             | miejsce pracy przed mobilizacją | zamordowany |
| -------------------- | -------------------- | ----------------- | ------------------------------- | ----------- |
| Małkiński Aleksander | podporucznik rezerwy | nauczyciel        | szkoła w Czuczuniewicach        | Charków     |
| Mościński Marian     | podporucznik rezerwy | nauczyciel        | szkoła powszechna w ?           | Charków     |
| Pytlewski Zygmunt    | porucznik            | żołnierz zawodowy |                                 | Charków     |
| Woronowicz Lucjan    | porucznik            | żołnierz zawodowy |                                 | Charków     |
| Dłuski Czesław       | porucznik            | żołnierz zawodowy |                                 | Charków     |
| Filipowicz Jan       | starszy sierżant     |                   |                                 | BLK         |